# Drimycarpus
Drimycarpus é um género botânico pertencente à família Anacardiaceae.